# De tranen van Kuif den Dolder
De tranen van Kuif den Dolder (2009) is de eerste roman van Nico Dijkshoorn. De hoofdpersoon is een voetballer.

## Inhoud
De roman beschrijft de loopbaan van de fictieve legendarische voetballer Kuif den Dolder. Naarmate het boek vordert, wordt steeds duidelijker dat van een loopbaan helemaal geen sprake is geweest en dat de legendarische status van de hoofdpersoon berust op mythevorming in zijn dorp.  

## Verteltechniek
De roman is opgebouwd als een documentaire. De hoofdpersoon zelf komt niet aan het woord, maar wordt geportretteerd aan de hand van citaten van personages die hem meegemaakt hebben. Deze citaten zijn door elkaar gemonteerd op de wijze van een tv-documentaire. De roman bestaat volledig uit dergelijke citaten en kent dus geen overkoepelend perspectief van een verteller oftewel Voice-over. De auteur heeft de verteltechniek naar eigen zeggen gebaseerd op de romans De Metsiers van Hugo Claus en In Cold Blood van Truman Capote: 'Dat vloerde mij, het idee dat je door veel mensen aan het woord te laten, van alle kanten een situatie kan schetsen.'

## Autobiografische elementen
De auteur zelf heeft onthuld dat de sfeertekening zijn eigen 'rare angst voor platteland' weergeeft: 'Dat benauwde. Dat iedereen alles van iedereen weet. Dat alles hetzelfde moet blijven.'